# Rafael Casanova i Comes
Pour les articles homonymes, voir Casanova (homonymie).

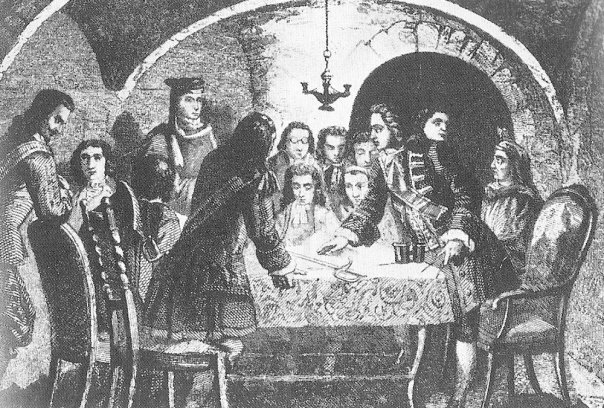
Rafael Casanova lors d'une réunion de guerre le 1 septembre 1714, avec Antoni de Villarroel, le chef militaire de l'armée catalane.

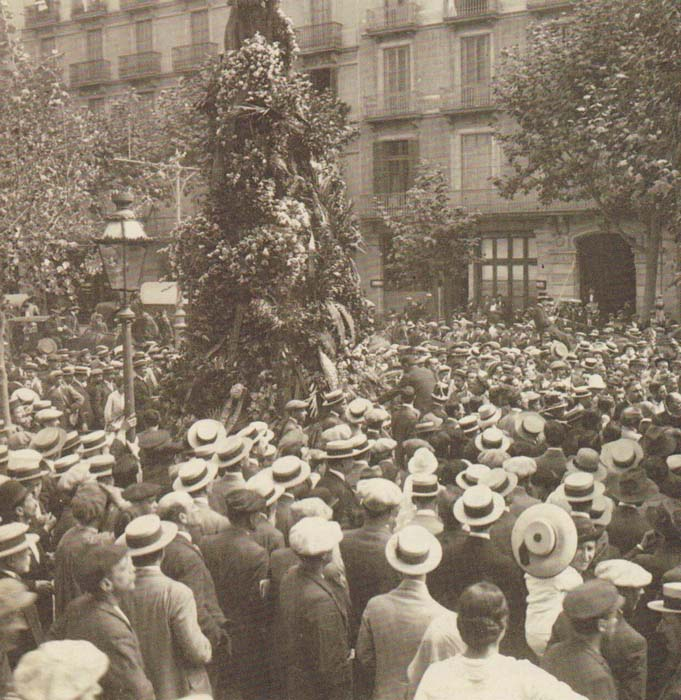
Hommage à Rafael Casanova le 11 septembre 1914.

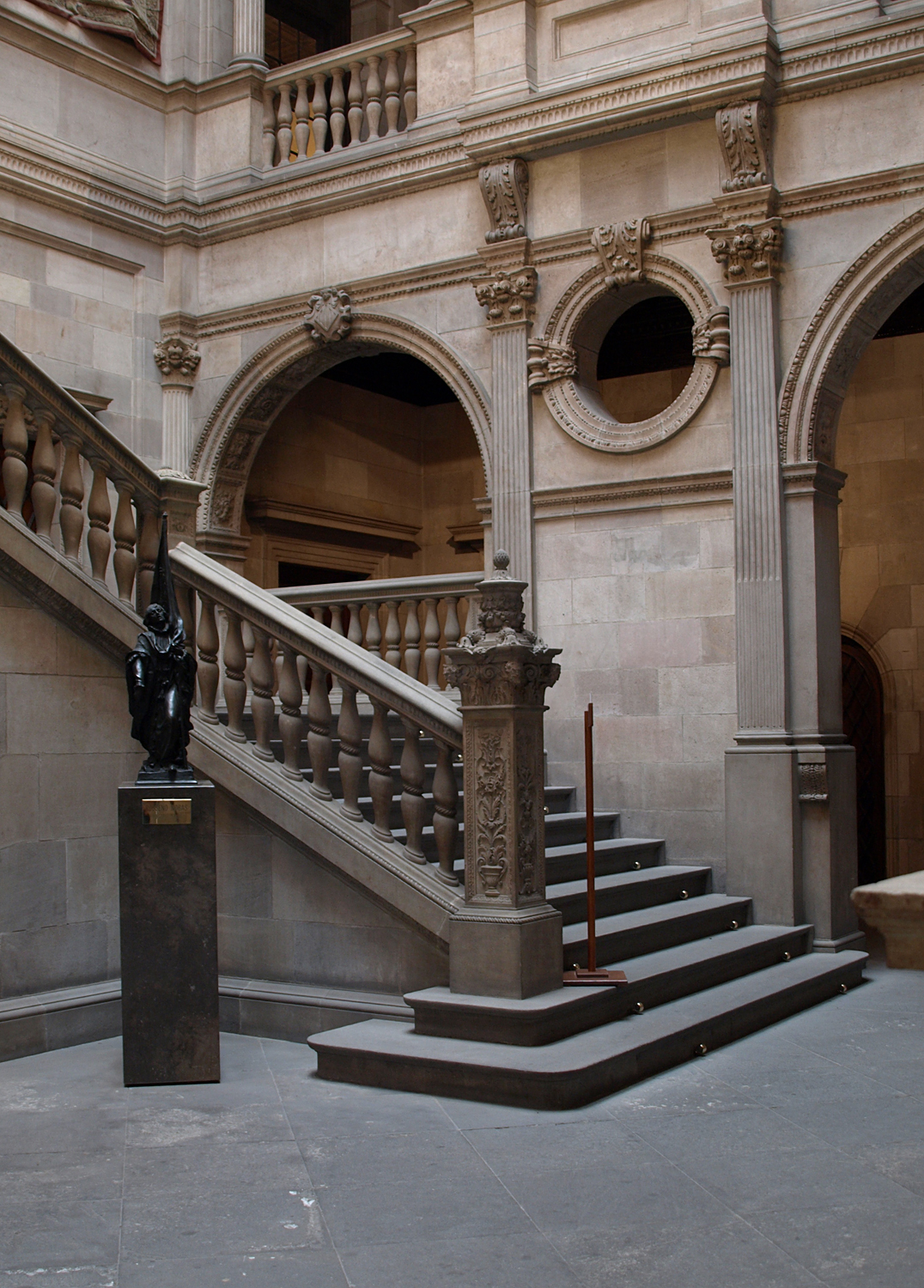
La réplique de la sculpture à l'hôtel de ville de Barcelone

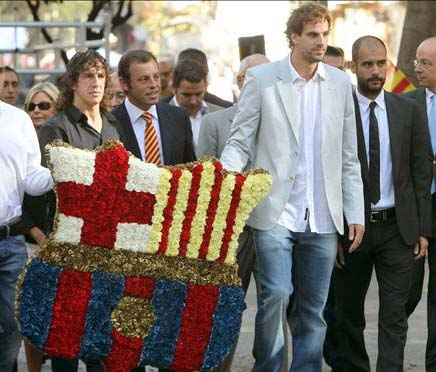
L'équipe catalane du Barça, en train de déposer des fleurs au monument de Rafael Casanova

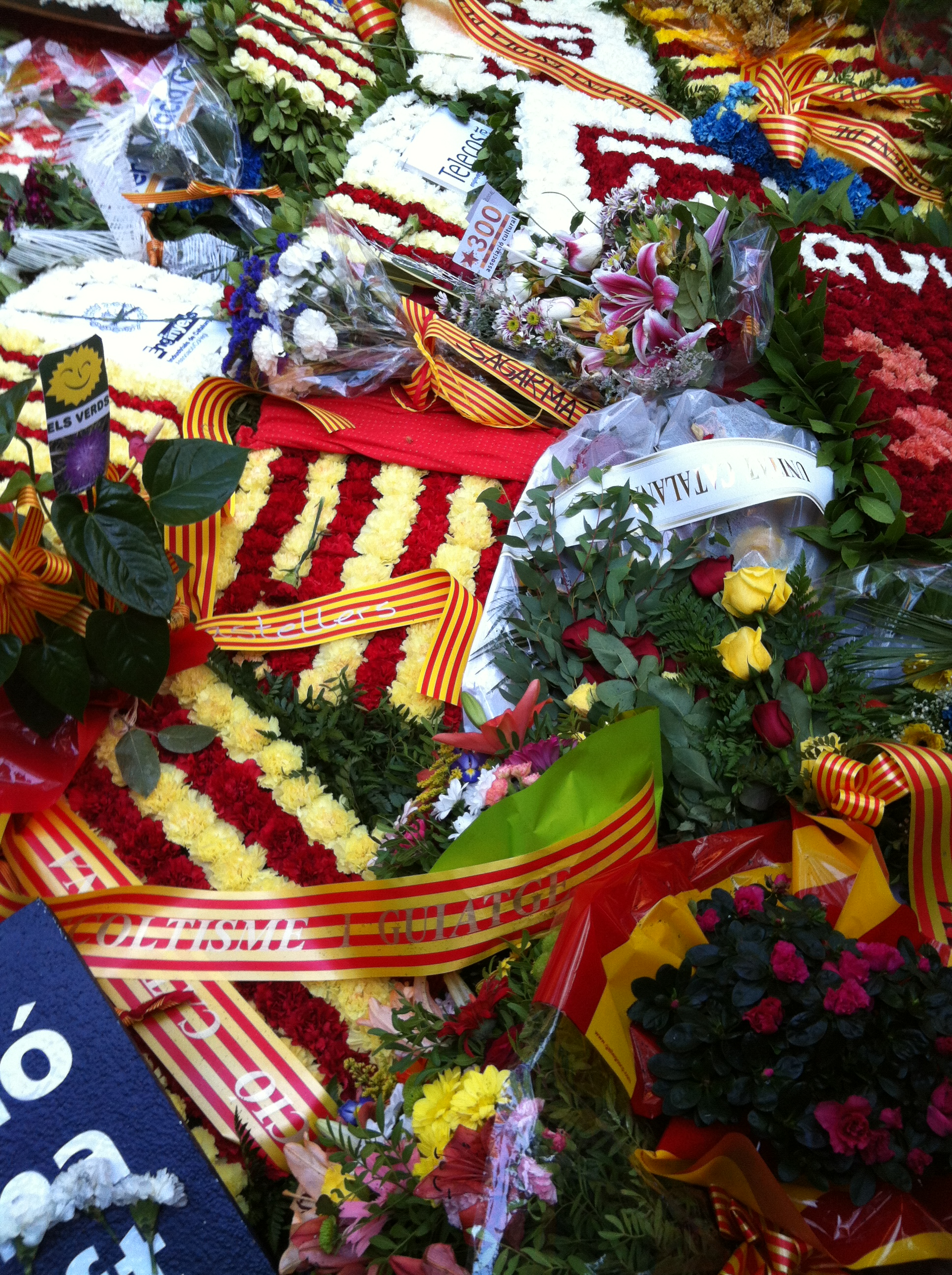
Des couronnes de fleurs devant le monument en 2012.

Rafael Casanova i Comes, né vers 1660 à Moià et mort le 2 mai 1743 à Sant Boi de Llobregat, est un juriste et homme politique espagnol de Catalogne. Partisan de l'archiduc Charles de Habsbourg pendant la guerre de Succession d'Espagne, il est, en 1713-1714, le dernier chef des conseillers du Conseil des Cent de Barcelone. 

## Biographie

### Jeunesse et formation
Il est le fils de Rafael Casanova i Solá, originaire de Collsuspina, et de María Comes i Sors. Après des études de droit à l'université de Barcelone, Rafael Casanova devient avocat. En 1696, il épouse Maria Bosch i Barba, dont il aura quatre enfants dont un seul parviendra à l'âge adulte.

### La guerre de Succession d'Espagne
La mort sans descendance de Charles II d'Espagne en 1700 et sa succession par le duc d'Anjou, qui règne sous le nom de Philippe V, donne lieu à un conflit international qui tourne en guerre civile sur le sol espagnol entre les partisans de l'archiduc Charles de Habsbourg et ceux de Philippe V.
En 1714, pendant les derniers mois du siège de Barcelone par les troupes des Bourbons français, à la fin de la guerre de Succession, il prend les fonctions de gouverneur de la place de Barcelone, colonel de la Coronela de Barcelona (les forces armées catalanes à Barcelone) et membre du gouvernement de la Principauté de Catalogne,.

## Héritage
Au XIXe siècle, la figure de Rafael Casanova est récupérée par les intellectuels et personnalités politiques de la Renaixença comme un symbole de la lutte pour les libertés de la Catalogne.

## Hommages

### Maison natale
À Moià, sa ville natale, la maison où il est né est aujourd'hui le musée Rafael Casanova, déclaré d'intérêt historique. La rue où elle se trouve porte son nom,.

### Monuments
Un monument « à Rafael Casanova » est inauguré en 1888 à l'initiative de la mairie de Barcelone. Créé par Rossend Nobas, il comporte une statue plus grande que nature, représentant Rafael Casanova brandissant l'étendard de sainte Eulalie, patronne de la ville, comme quand il sortit le 11 septembre 1714 pour appeler les Barcelonais à la lutte et fut blessé. 
À partir de 1905, des fleurs sont déposées devant le monument, en représentation de tous les martyrs morts pour la patrie. Les hommages à Casanova sont interdits sous les dictatures de Miguel Primo de Rivera et de Francisco Franco. La sculpture, retirée par les franquistes à la fin de la guerre civile d'Espagne, est restituée en 1977 à son emplacement actuel, à l'angle de la Ronda Sant Pere et de la rue Alí Bei. Lors de la fête nationale catalane le 11 septembre, des Catalans déposent des couronnes de fleurs le jour de La Diada devant les deux principaux endroits de célébration officielle que sont le monument de Barcelone et son tombeau à Sant Boi de Llobregat,,.
Une réplique de taille réduite du monument se trouve dans le vestibule d'entrée de l'hôtel de ville de Barcelone.

### Rue
Depuis 1863, une rue de l'Eixample de Barcelone porte son nom.